# المجموعة الفردانية L
المجموعة الفردانيَّة L، أو السُّلالة L، وهي صبغيَّة ذكوريَّة في علم الجينات هي مجموعة من الناس طبقا لبحوث أجريت على صبغي واي، تحددها مجموعة جينات ذات طفرات معينة . بالإنجليزية Haplogroup L (Y-DNA) . في تلك التسمية تعني Y الكروموسوم الجنسي الرجالي في الدنا.

## أصلها
السلالة L نشأت في الشرق الأوسط قبل مايصل ل 23 الف سنة، وتوسعت بعد إنتهاء العصر الجليدي حيث تمثلت في مكون أساسي إما انه شارك او انضم او نشأ ضمن جميع مجتمعات المزارعين الاوائل بالمنطقة. بحيث تم التقدير أن توسع السلالة في الشرق الاوسط يصل ل 10 آلاف سنة بما في ذلك أرضية الاناضول والشام والجزيرة العربية ومن خلال الفروع الرئيسية L-M317 و L-L1307 و L-M27 وغيرهم. مع ان جزء من هذه الفروع توسع بعمر أقله 3-4 آلاف سنة ضمن مشاركات تدريجية زمنية إلى جنوب آسيا ومنها الهند ووادي السند مشاركاً بالحضارات (درافيدية/عيلامية) وقادماً من الشرق الاوسط. كما يوجد فروع من السلالة توسعت بالاقاليم كالجزيرة العربية والاناضول والشام، وايضا جزء من اثنيات القوقاز كالفرع L-Y6266 المكتشف بالإنغوش او L-Y215410 بالاناضول والرافدين. 2
السلالة تم إكتشافها في هياكل قديمة فى عسقلان بعمر حوالي 1150 ق.م 3 وهيكل في الآلالاخ جنوب تركيا بعمر 1850 ق.م 2 وفي ارمينيا وبحيرة اوروميا 2

## الجدول الشامل
تسلسل أنسال آدم صبغي واي